# Fondation superficielle

Différents types de fondations superficielles (de gauche à droite puis de haut en bas) : semelle filante, semelle de sangle, semelle de tapis, semelle isolante et semelle combinée.

Les fondations superficielles sont un type de fondation utilisé lors d'une construction sur un terrain stable et qui, contrairement aux fondations profondes et semi-profondes, ne s'enfonce que légèrement dans le sol. Elles prennent le plus souvent la forme de plots de fondation ou d'une semelle. 
Il s'agit du type de fondation la plus utilisée pour la construction d'habitations. La profondeur des fondations superficielles n'excède pas 3 mètres, dans le cas opposé, on parle de puits ou de pieux.

## Types de fondations superficielles
Il existe plusieurs types de fondations superficielles. Les deux plus courantes sont : 
- la semelle filante que l'on retrouve sous les murs porteurs;
- les plots de fondations que l'on retrouve sous les poteaux;

Dans les cas un peu plus complexes on retrouvera également :

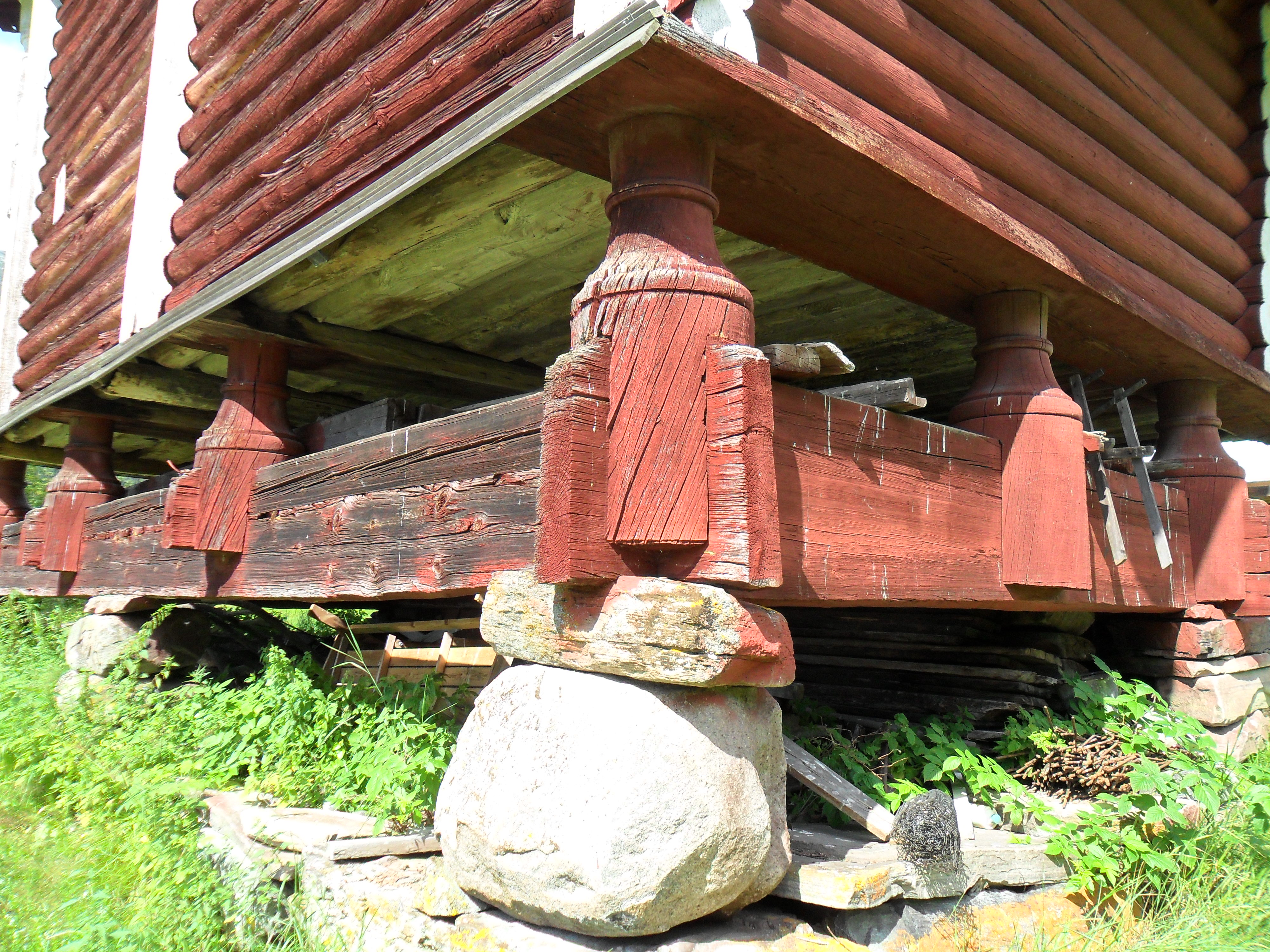
Radier en bois d'une construction en Norvège.

- le radier, qui est utilisé lorsque la contrainte admissible du sol ne peut supporter l'ouvrage;
- le cuvelage, qui est un développement du principe du radier, lorsque les parois verticales enterrées doivent aussi résister à des pressions verticales, liées le plus souvent à la présence d'une nappe d'eau (poussée d'Archimède).

## Justification du dimensionnement
Le calcul de fondations superficielles se fait à partir des caractéristiques mécaniques des sols sur lesquels l'ouvrage va être fondé.

### Normes européennes
En 1975, pour éliminer les obstacles aux échanges, la Commission des Communautés Européennes a arrêté un programme d’actions dans le domaine de la construction, sur la base de l’article 95 du Traité, pour permettre l'harmonisation des spécifications techniques.
En 1989, la Commission européenne, les États membres de l’Union Européenne et de l’Association Européenne de
Libre Échange de transférer au CEN la préparation et la publication des Eurocodes structuraux.
Les règles de calculs géotechniques sont définies dans la norme européenne et norme française appelée communément Eurocode 7:

- NF EN 1997 - 1 : Eurocode 7 - Calcul géotechnique - Partie 1  Règles générales (version de juin 2005)

- Section 1 : Généralités

- Section 2 : Bases du calcul géotechnique

- Section 3 : Données géotechniques

- Section 4 : Surveillance de l'exécution des travaux, suivi et entretien

- Section 5 : Remblais, rabattement de nappe, amélioration et renforcement des terrains

- Section 6 : Fondations superficielles

- Section 7 : Fondations sur pieux

- Section 8 : Ancrages

- Section 9 : Ouvrages de soutènement

- Section 10 : Rupture d’origine hydraulique

- Section 11 : Stabilité générale

- Section 12 : Remblais

Ces différentes sections sont suivies d'annexes qui peuvent être normatives ou informatives.

- Annexe A : Facteurs partiels et de corrélation pour les états limites ultimes et valeurs recommandées (normative),

- Annexe B : Commentaires sur les facteurs partiels des approches de calcul 1, 2 et 3 (informative),

- Annexe C : Exemples de procédures pour déterminer les valeurs limites de la pression des terres sur les murs verticaux (informative),

- Annexe D : Exemple de méthode analytique de calcul de la capacité portante (informative),

- Annexe E : Exemple de méthode semi-empirique pour l'estimation de la capacité portante (informative),

- Annexe F : Exemples de méthodes d'évaluation du tassement (informative), 

- Annexe G : Exemple de méthode de détermination de la pression de contact présumée des fondations superficielles sur rocher (informative), 

- Annexe H : Valeurs limites des déformations des structures et des mouvements des fondations (informative), 

- Annexe J : Aide-mémoire pour la surveillance des travaux et le suivi du comportement des ouvrages (informative), 

L'application de l'Eurocode 7 doit s'appuyer sur la norme NF P 94-261 : Fondations superficielles.

Ces caractéristiques mécaniques peuvent être obtenues à partir d'essais :

- de laboratoire sur des prélèvements de terrain,

- sur le terrain en place (ou in-situ).

Ces essais font l'objet de normes particulières.

### Détermination des charges
Les principes de détermination des capacités d'une structure à répondre à des exigences particulières sont explicités dans l'Eurocode général :

- NF EN 1990 : Eurocodes structuraux - Bases de calcul des structures

Cet Eurocode définit deux états-limites :

1- états-limites ultimes : ils correspondent à la rupture ou à d'autres formes similaires de défaillance structurale. Ils donnent une capacité de résistance maximale d'une structure ou d'un élément de ses éléments.

2- états-limites de service : ils permettent de définir les conditions au-delà desquelles les exigences d'aptitude au service spécifiées par le maître d'ouvrage pour une structure ou un élément structural ne sont plus satisfaites.

Ce dernier état-limite peut avoir des conséquences pourvant être irréversibles ou réversibles.
Cet Eurocode définit les principes pour les différents types d'actions et combinaisons d'actions, pour les propriétés des matériaux, les caractéristiques géométriques des structures, les différentes types d'analyses des structures. Il donne aussi les différents symboles utilisés dans les Eurocodes suivants.
Les actions pouvant être prises en compte dans les calculs sont définies dans l'Eurocode 1 qui précise dans sa première partie les actions générales sur un bâtiment quelconque :

- NF EN 1991 - 1-1 : Eurocode 1 - Actions sur les structures - Partie 1-1 : Actions générales — Poids volumiques, poids propres, charges d'exploitation des bâtiments
- NF EN 1991 - 1-2 : Eurocode 1 - Actions sur les structures - Partie 1-2 : Actions générales — Actions sur les structures exposées au feu
- NF EN 1991 - 1-3 : Eurocode 1 - Actions sur les structures - Partie 1-3 : Actions générales — Charges de neige
- NF EN 1991 - 1-4 : Eurocode 1 - Actions sur les structures - Partie 1-4 : Actions générales — Actions du vent
- NF EN 1991 - 1-5 : Eurocode 1 - Actions sur les structures - Partie 1-5 : Actions générales — Actions thermiques
- NF EN 1991 - 1-6 : Eurocode 1 - Actions sur les structures - Partie 1-6 : Actions générales — Actions en cours d'exécution
- NF EN 1991 - 1-7 : Eurocode 1 - Actions sur les structures - Partie 1-7 : Actions générales — Actions accidentelles

Certaines structures font l'objet de règles particulières :

- NF EN 1991 - 2 : Eurocode 1 - Actions sur les structures - Partie 2 : Actions sur les ponts, dues au trafic
- NF EN 1991 - 3 : Eurocode 1 - Actions sur les structures - Partie 3: Actions induites par les appareils de levage et les machines
- NF EN 1991 - 4 : Eurocode 1 - Actions sur les structures - Partie 4 : Silos et réservoirs

Les règles particulières dues aux actions sismiques sont définies dans l'Eurocode 8.
- NF EN 1998 - 1 : Eurocode 8 - Calcul des structures pour leur résistance aux séismes - Partie 1 : Règles générales, actions sismiques et règles pour les bâtiments

avec des règles particulières pour certains types d'ouvrages :

- NF EN 1998 - 2 : Eurocode 8 - Calcul des structures pour leur résistance aux séismes - Partie 2 : Ponts
- NF EN 1998 - 3 : Eurocode 8 - Calcul des structures pour leur résistance aux séismes - Partie 3 : Évaluation et renforcement des bâtiments
- NF EN 1998 - 4 : Eurocode 8 - Calcul des structures pour leur résistance aux séismes - Partie 4 : Silos, réservoirs et canalisations
- NF EN 1998 - 5 : Eurocode 8 - Calcul des structures pour leur résistance aux séismes - Partie 5 : Fondations, ouvrages de soutènement et aspects géotechniques
- NF EN 1998 - 6 : Eurocode 8 - Calcul des structures pour leur résistance aux séismes - Partie 6 : Tours, mâts et cheminées

Dans les cas simples, il faut donc déterminer :
- les actions permanentes, notées G
- les actions variables, notées Q
- les actions dues au vent, notées W

Les calculs doivent tenir compte des situations de projet. Cells-ci peuvent être :

- durables, et se réfèrent aux conditions d'utilisation normale,
- transitoires, et se réfèrent à des conditions temporaires applicables à la structure, par

exemple en cours d'exécution ou de réparation,

- accidentelles, et se réfèrent à des conditions exceptionnelles applicables à la structure, par exemple en cas d'incendie, sous un choc, ou dues à une rupture localisée,
- sismiques, et se réfèrent à la structure soumise à des tremblements de terre.

Dans les cas simples, on peut donc définir une valeur de calcul des effets des actions à l'état-limite ultime :                                 Ed = 1,35.G + 1,5.Q

### Détermination de la capacité portante
Dans l'étude de la capacité portante, il est nécessaire de considérer la résistance du terrain localement mais aussi globalement lorsque la fondation se trouve sur un talus qui peut être soumis à une instabilité générale entraînant une rupture d'ensemble.

De plus le tassement du terrain sous la fondation dû à l'application des charges peut amener une déformation de la structure pouvant avoir des conséquences sur sa résistance. C'est ce qu'on appelle l'interaction sol-structure.
L'Eurocode 7 définit plusieurs états-limites :

- instabilité d’ensemble,
- défaut de capacité portante avec rupture par poinçonnement du terrain sous la fondation,
- rupture par glissement de la fondation sur le terrain,
- rupture combinée dans le terrain et dans la structure,
- rupture de la structure du fait des mouvements de la fondation,
- tassements excessifs pouvant entraîner des défauts ou ruptures dans la structure portée,
- soulèvement excessif sous l’effet du gonflement du sol, du gel ou d’autres causes,
- vibrations inadmissibles.

La détermination de la capacité portante ne s'intéresse dont qu'aux deux premiers états-limites :

- instabilité d'ensemble,
- défaut de capacité portante.

Le premier état-limite ultime ne concerne que les ouvrages situés à proximité d'un bord de talus ou dans un talus.
On détermine la résistance de calcul de la fondation, Rd.
Le massif de sol ou de roche peut être fait d'une superposition de couches dont les propriétés géotechniques varient fortement d’une couche à l’autre. Les valeurs de calcul des propriétés du terrain doivent être déterminées pour chaque couche.
Plusieurs méthodes peuvent être utilisées :

1- détermination de la charge limite (en) à l'aide de la théorie de la plasticité :

Cette méthode correspond à l'annexe D de l'Eurocode 7 NF EN 1997-1.

La charge limite dépend de trois termes, fonctions des caractéristiques du sol de fondation définies par sa cohésion et son angle de frottement :

- le terme de surface,
- le terme de profondeur,
- le terme de cohésion,

corrigés par des coefficients tenant compte :

- de l'inclinaison de la base de la fondation,
- de la forme de la fondation,
- de l'inclinaison des charges.

Cette approche du calcul de portance a été initiée par le professeur Karl von Terzaghi.
2- détermination de la charge limite à l'aide des essais au  pressiomètre de Ménard :

Cette méthode correspond à l'annexe E de l'Eurocode 7 NF EN 1997-1
 
La charge limite dépend de deux termes :

- la pression limite équivalente qui permet de tenir compte de l'hétérogénéité du sol sous la fondation,
- le coefficient de portance qui dépend de la hauteur d'encastrement de la fondation, des classes de sol et de la forme de la fondation.

3- détermination de la charge limite à l'aide des essais au pénétromètre statique ou CPT (Cone Penetration Test) 

4- détermination de la charge limite par les essais au pénétromètre dynamique et S.P.T. (Standard penetration test)

### Détermination des tassements
Le sol est un milieu hétérogène formé de grains solides de tailles différentes laissant des vides plus ou moins importants permettant des circulations hydrauliques.
Les tassements ont plusieurs origines :

- un tassement élastique,
- un tassement dû à la consolidation de certaines couches de terrain,
- un tassement dû au fluage du terrain.

Le tassement élastique peut être déterminé à partir :

- de la méthode élastique ajustée proposée dans l'annexe F de l'Eurocode 7,
- de la méthode pressiométrique,
- de la méthode d'intégration par tranches.

Le tassement de consolidation est un phénomène de réduction progressive du volume de terrain en fonction du temps sous l'action d'une contrainte normale constante d'un sol saturé d'eau par migration de l'eau dans le terrain.
Sous l'action des états-limites de service il convient de vérifier que les tassements totaux ou les tassements différentiels entre appuis sont admissibles pour la structure portée.

### Justification de la fondation
- 1- Justification à l'état limite ultime :

a- Stabilité générale 

Cette étude doit être faite :

— à proximité ou sur un talus naturel ou créé par l’homme,

— à côté d’une excavation ou d’un ouvrage de soutènement,

— près d’une rivière, d’un canal, d’un lac, d’un réservoir...

— au-dessus de mines ou d’ouvrages enterrés.
b- Portance 

Pour les situations de projet durables ou transitoires, on doit vérifier à l'état-limite ultime que : Ed < Rd 

c- Résistance au glissement

- 2- Justification à l'état limite de service :

a- Tassement 

b- Soulèvement du sol 

c- Analyse des vibrations
- Remarques :

1- Les fondations au rocher doivent tenir compte d'éléments supplémentaires comme les failles éventuelles, le pendage des couches, l'altération de certaines zones...

2- Il est possible d'améliorer la capacité portante du terrain par consolidation ou par renforcement du sol par inclusions souples (colonnes ballastées), inclusions semi-rigides ou inclusions rigides (colonnes à module contrôlé).

## Précautions
- Protection contre le gel,
- Influence des sols gonflants et rétractables,
- Présence de circulation d'eau dans le terrain,
- Risques de ravinements ou affouillements sous la fondation